# Nelson de Oliveira
Nelson Luiz Garcia de Oliveira, mais conhecido como Nelson de Oliveira ou, ainda, Luiz Bras, Teodoro Adorno e Valerio Oliveira (Guaíra, 22 de abril de 1968) é um escritor brasileiro.
Possui o título de mestre em Letras pela Universidade de São Paulo (USP), e publicou, dentre outros títulos, Naquela época tínhamos um gato (1998), Treze (1999), Subsolo infinito (2000), O filho do crucificado (2001) e A maldição do macho (2002). Organizou duas antologias de contos da geração 90: Manuscritos de computador (2001) e Os transgressores (2003).
Tem textos (contos e críticas) publicados nas revistas Cult e Livro Aberto (SP), Medusa (PR) e Bravo, e nos jornais Correio Braziliense, O Globo e Suplemento Literário de Minas Gerais, Rascunho (jornal literário) e Folha de S.Paulo.
Em 2012, adotou o pseudônimo Luiz Bras para assinar obras de ficção científica.

## Prêmios
Recebeu diversos prêmios, entre eles o Prêmio Casa de las Américas (1995), Fundação Cultural do Estado da Bahia (1996),  Melhor Livro de Contos: O filho do Crucificado, Associação Paulista dos Críticos de Arte(2001), Melhor Projeto Editorial: Geração 90, os transgressores, Associação Paulista dos Críticos de Arte(2003), Prêmio Clarice Lispector, Fundação Biblioteca Nacional(2007) e novamente o Casa de las Americas em 2011.

## Obras

### Antologias Organizadas
- Fractais Tropicais (2018)
- Geração Zero Zero - Fricções em Rede (2011)[4]
- Geração 90 – Contos de Computador (2001)
- O século oculto (2002)
- Geração 90 – Os Transgressores (2003)
- Cenas da Favela (2007)
- Futuro Presente (2008)
- Blablablogue – crônicas e confissões (2009)
- Cartas do fim do mundo (2009)
- Todas as Guerras - Vol. I (2009)

### Ensaios
- Verdades Provisórias [anseios crípticos] (2003)
- Oficina do escritor: sobre ler, escrever e publicar (2008)
- Axis Mundo: o jogo das forças na lírica portuguesa contemporânea (2009)

### Contos
- Os saltitantes seres da Lua (1997)
- Naquela época tínhamos um gato (1998)
- O filho do crucificado (2001)
- Pequeno dicionário de percevejos (2004)
- Sólidos Gozosos, Solidões Geométricas (2004)
- Algum Lugar em Parte Alguma (2005)
- Ódio sustenido (2007)

### Romances
- Subsolo Infinito (2000)
- A Maldição do Macho (2002)
- O oitavo dia da semana (2005)
- Babel Babilonia (2007)
- Poeira: demônios & maldições (2010)